# 聯盟MS
聯盟MS（俄語：Союз МС，GRAU：11F732A48）為聯盟號宇宙飛船的最新型號，是聯盟TMA-M太空船的改良版，改良最大的部分為通訊與導航子系統。
此太空船由俄羅斯聯邦宇宙局用於載人航天。聯盟MS進行了最小幅度的額外改裝，以反映聯盟TMA-M天線與感應器的限制，以及改善了推進器的放置。
此飛船於2016年7月7日，搭載聯盟-FG運載火箭首次升空，執行聯盟MS-01任務前往國際太空站。此次任務在7月9日與國際太空站對接前，包含了2天的設計檢查期。